# Birgitta Holst Alani
Birgitta Holst Alani, född 3 augusti 1947, är en svensk och internationell diplomat.
Hon var Sveriges ambassadör i Abuja mellan 2002 och 2005 och direktör för Svenska Institutet i Alexandria mellan 2010 och 2014. Hon har tjänstgjort som rådgivare till FN:s stödadministration i Irak (UNAMI) samt rådgivare med särskilt fokus på kvinnors representation på uppdrag av FN:s särskilda sändebud till Syrien. Holst Alani är medlem i Sveriges medlingsnätverk för kvinnor vid Folke Bernadotteakademin (FBA).

## Biografi
Holst Alani är arabist och utbildad i Lund i början på 1970-talet. 1975 flyttarde hon till Bagdad för arbete med sin doktorsavhandling och som lektor vid Bagdads universitet.
Mellan 1993 och 1998 arbetade Brigitta Holst Alani med nedrustning- och icke-spridning frågor vid Utrikesdepartementet.  1998 blev hon iträdande chef för Stockholms internationella fredsforskningsinstitut (SIPRI). 2002 utsågs hon av regeringen till ambassadör till Nigeria.
2008 återvände hon till Bagdad på uppdrag av FN och tjänstgjorde som rådgivare till FN:s stödadministration i Irak (UNAMI). 2010 utsågs hon av regeringen till direktör för Svenska institutet i Alexandra och tjänstgjorde under den arabiska våren och fram till 2014.
Mellan 2015 och 2016 arbetade hon som rådgivare på uppdrag av FN:s särskilda sändebud till Syrien och arbetade särskilt för kvinnors inkludering i fredsförhandlingarna.

## I media
Birgitta Holst Alani intervjuades i Sveriges Radio Söndagsintervjun som sändes 2018-03-04, ”Birgitta Holst Alani – arabisten, diplomaten och "Iraks svärdotter".

## Utmärkelser
- H. M. Konungens medalj i guld av 12:e storleken i Serafimerordens band (Kon:sGM12mserafb, 2020) för betydande internationella insatser för stärkande av demokrati, fred och säkerhet[5]